# معهد العلوم الاجتماعية
تأسس معهد العلوم الاجتماعية، في الجامعة اللبنانية، في العام 1959 في زمن الرئيس فؤاد شهاب، بتوصية من بعثة إيرفد، ليرفد المؤسسات العامة بالدراسات والأبحاث.
تتمثل رسالة المعهد في فتح مجال التحصيل العلمي والمعرفي أمام طلابه، وإعدادهم إعداداً عالياً ومتخصصاً، وتزويدهم بالخبرة والأسس العلمية والمنهجية والتقنية بغية تحمل المسؤولية العلمية والمهنية في مقاربة المشكلات المجتمعية في مؤسسات الدولة وفي القطاعات المنتجة، وفي سبيل توطيد الهوية الوطنية الجامعة، وتتمثل رسالته كذلك في المساهمة بتحقيق التنمية الشاملة والمتكاملة للمجتمع اللبناني، وفي تعزيز انفتاحه الحضاري، وفي توسيع مجالات التعاون العلمي والثقافي اللبناني مع الخارج.

## العمداء والمدراء
توالى على عمادة المعهد كل من الأساتذة الدكاترة:
| الإسم          | بداية التكليف | انتهاء التكليف |
| -------------- | ------------- | -------------- |
| هاشم حيدر      |               |                |
| فوزي عطوي      |               |                |
| أسعد نبيان     |               |                |
| ناصيف نصار     |               |                |
| فردريك معتوق   |               |                |
| عبد الغني عماد |               |                |
| يوسف كفروني    |               |                |
| مارلين حيدر    |               |                |

تولى إدارة الفروع كل من الدكاترة:
| الإسم                              | الفرع  | بداية التكليف | انتهاء التكليف |
| ---------------------------------- | ------ | ------------- | -------------- |
| عباس علم الدين (مدير كليات الشمال) | الثالث | 1977          | 1980           |
| أنطوان نعوم                        | الثالث |               |                |
| فردريك معوتق                       | الثالث |               |                |
| يوسف كفروني                        | الثالث |               |                |
| ماهر مرعبي                         | الثالث |               |                |
| أنطوان نعوم                        | الثالث |               |                |
| يوسف كفروني                        | الثالث |               | 2007           |
| عاطف عطيه                          | الثالث | 2007          | 2014           |
| غسان الخالد                        | الثالث | 2014          | 2017           |
| عبد الحكيم غزاوي                   | الثالث | 2017          |                |

## أهداف المعهد
- إطلاق دينامية تعلمية وبحثية هادفة تسمح بتلبية حاجات مؤسسات الدولة في مجال الدراسات والمعلومات والتخطيط وترشيد العلاقة بهذه المؤسسات وبالمعهد والمؤسسات الإقليمية والدولية.
- رفع مستوى تعليم علم الاجتماع والتعمق في ميادينه المختلفة في المرحلة الجامعية.
- إقامة الندوات والمؤتمرات العلمية حول قضايا المجتمع في المجالات الاجتماعية المتعددة التي يختص بها المعهد، والمشاركة في المؤتمرات التي تقيمها أطراف أخرى.
- إجراء البحوث والدراسات النظرية والحقلية، الأساسية والتطبيقية، التي تعنى بدراسة قضايا المجتمع اللبناني وامتداداتها الخارجية، وتشجيع أعضاء هيئة التدريس وطلاب الدراسات العليا على القيام بهذه الأبحاث والدراسات، وحثهم على نشرها.
- إصدار مجلة علمية محكمة لنشر الأبحاث والدراسات والمقالات العلمية يشرف عليها مركز الأبحاث.[5][6]
- التعاون مع مراكز الأبحاث والمختبرات والفرق البحثية القائمة في كليات ومعاهد الجامعة اللبنانية  المتصلة باختصاصه، لاسيما المعهد العالي للدكتوراه في الآداب والعلوم الإنسانية والاجتماعية.
- تقديم الاستشارات العلمية وتنفيذ الدراسات الميدانية والحقلية لصالح المؤسسات ذات الصلة، وفقاً للأنظمة المرعية الاجراء.
- التعاون مع مؤسسات التعليم العالي في الدول العربية والأجنبية في ميادين تخصص المعهد من أجل
- تبادل الخبرات والمعارف وتوطيد أواصر العلاقات الأكاديمية المشتركة.
- إجراء دورات تدريبية لصالح المؤسسات في القطاعين العام والخاص في حقول اختصاص المعهد.

## فروع المعهد
يضم المعهد اليوم عمادة (بيروت) وخمس فروع في كل من بيروت (الفرع الأول)، الرابية (الفرع الثاني)، طرابلس (الفرع الثالث)، الفرع الرابع (زحلة)، الفرع الخامس (صيدا).
يضم المعهد، بالإضافة لفروعه الخمس، مركزاً للأبحاث وفيه المختبرات الآتية: مختبر علم الاجتماع، مختبر علم النفس الاجتماعي، مختبر الأنثروبولوجيا، مختبر الاقتصاد والتنمية، مختبر الديموغرافيا، مختبر البينمناهجي. يبلغ عدد طلابه حوالي 5000 طالباً.

## لغات التدريس والاختصاصات
لغة التدريس الأساسية: العربية في (الفرع الأول، الثالث، الرابع والخامس)
لغة التدريس الأساسية: الفرنسية والإنكليزية في الفرع الثاني.
التخصصات البحثية في المعهد:
علم الاجتماع في ميادينه: علم الاجتماع التربية، علم الاجتماع السياسي، علم اجتماع المعرفة والثقافة، علم اجتماع  العائلة، الأنثروبولوجيا، السكان، علم اجتماع العمل.
السياسات الاجتماعية، التنمية، علم النفس الاجتماعي.
معهد بتخصصات مهنية في ميادين:
الإدارة الاقتصادية والاجتماعية، علم الاجتماع والموارد البشرية، هندسة مشاريع الاقتصاد الاجتماعي والتعاضدي، سوسيو أنثروبولوجيا المدينة، التنمية المستدامة والمسؤولية الاجتماعية والبيئية للمؤسسات.
الشهادة التخصصية  في العلوم الاجتماعية   (Certificat en sociologie)
للمزيد من المعلومات يمكن الاطلاع على برامجه ومناهجه وأنظمته على الموقع الرسمي:
http://www.crss-ul.com